# Quebec Central Railway
Die Quebec Central Railway (kurz: QC oder QCR) ist eine Eisenbahngesellschaft in der kanadischen Provinz Québec. Sie erschließt das Gebiet Eastern Townships zwischen dem Südufer des Sankt-Lorenz-Stroms und der Grenze zu den USA. Der Sitz der Gesellschaft befindet sich in Sherbrooke. Sie wurde 1869 als „Sherbrooke, Eastern Townships and Kennebec Railway“ gegründet und nahm den heutigen Namen im Jahr 1875 an. Das Streckennetz erreichte eine Länge von fast 500 Kilometern. 1912 pachtete die Canadian Pacific Railway die Gesellschaft für 999 Jahre.
Am 1. Juni 1926 übernahm die QC die Strecke Wells River–Sherbrooke von der Boston and Maine Railroad, deren in den USA liegender Abschnitt später an die Northern Vermont Railroad verkauft wurde und noch heute in Betrieb ist.
Der Passagierverkehr auf den Strecken der QC endete im April 1967, der Güterverkehr im November 1994. Die Quebec Central wurde am 23. Dezember 1994 aufgelöst. Da die Canadian Pacific jedoch nur gerade zehn Prozent des Aktienkapitals besaß, konnte sie nicht einfach die Schienen abmontieren und die Trasse loswerden. Ein Spediteur aus der Region kaufte die Bahn, gründete die Gesellschaft neu und ließ ab Juni 2000 wieder Züge rollen. Neben regelmäßigen Gütertransporten verkehren auch Touristenzüge über das Streckennetz.